# Аркаде на Новом гробљу у Београду
Аркаде су просторна целина на Новом гробљу у Београду, намењена сахрањивању истакнутих личности.

## Историја
Аркаде, су уз Алеју великана, једна од првих просторних целина на Новом гробљу у Београду, намењене сахрањивању истакнутих личности из друштвено-политичког живота. Налазе се на простору десно од главног улаза на гробље и простиру се до Француског војног гробља, а дуж зида који гробље одваја од Рузвелтове улице. Према првобитном плану, овде је требало да буду постављени лукови „аркаде”, по коме је ова целина и добила назив.
Откупом земљишта за изградњу Француског војног гробља, 1922. године, проширено је и само гробље, што је искоришћено за формирање прве целине намењене сахрањивању личности од посебног националног значаја — Алеје великана. Овде су током 1926. и 1927. године, са других парцела плански преношени посмртни остаци истакнутих личности. У исто време, новопроширени простор гробља, према Гробљанској улици (данас Рузвелтова), био је уступан породицама значајних личности из друштвеног и политичког живота, као и продаван имућним Београђанима и на том простору су настале Аркаде.

## Истакнуте личности
Неке од истакнутих личности сахрањених у Аркадама су:
- Радослав Агатоновић (1869—1923), професор и политичар
- Светлана Велмар-Јанковић (1933—2014), књижевница
- Иван Веселиновић (1929—2002), вицеадмирал ЈНА
- Миленко Веснић (1863—1921), политичар и дипломата, председник Владе Краљевине СХС
- Јанко Вукотић (1866—1927), армијски генерал ЈВ
- Станојло Вукчевић (1850—1933), лекар и политичар, председник Народне скупштине Краљевине Србије
- Велислав Вуловић (1865—1931), политичар и председник Београдске општине
- Васиљ Грђић (1875—1934), политичар
- Коста Ђорђевић (1885—1959), дивизијски генерал ЈВ
- Коста Јовановић (1875—1930), председник Београдске општине
- Љубомир Јовановић (1865—1928), политичар, државник и академик
- Влајко Коцић (1886—1928), политичар
- Војислав Маринковић (1876—1935), политичар
- Михаило Марјановић (1871—1925), председник Београдске општине
- Драгиша Матејић (1879—1948), индустријалац
- Коста Месаровић (1840—1886), трговац
- Добра Митровић (1886—1923), адвокат и председник Београдске општине
- Михајло Павловић (1840—1915), трговац и политичар
- Никола Пашић (1845—1926), политичар, дугогодишњи председник владе Краљевине Србије и Краљевине СХС
- Божидар Радуловић (1876—1939), официр, трговац и власник првог аутомобила у Београду
- Стеван Стефановић (1885—1956), индустријалац
- Ратимир Стојадиновић (1913—1975), вајар
- Сретен Стојановић (1898—1960), вајар
- Марко Трифковић (1864—1930), политичар, председник Владе Краљевине Србије и председник Народне скупштине Краљевине СХС

## Гробна места у Аркадама
| Редни број | Гробно место |
| Слика      | О сахрањеним личностима |
| ---------- | --- |
| 1.         | Гроб Милоја Јовичића |
|            | |
| 2.         | Породична гробница Радуловић |
|            | Породична гробница познатог београдског трговца с половине 19. века Војина Радуловића и његових потомака, међу којима је и његов син Божидар Радуловић (1876—1939), трговац и официр, власник првог аутомобила у Краљевини Србији, донетог у Београд априла 1903. |
| 3.         | Породична гробница Михајла Павловића |
|            | Михајло Павловић (1840—1915), трговац, члан Управе Народне банке, председник Српске кредитне банке и народни посланик. Поред Михајла, у породичној гробници су сахрањени његова супруга Милица Павловић (1851—1936) и најстарији син Милорад Павловић (1869—1926), као и њихови потомци |
| 4.         | Породична гробница Драгише Матејића |
|            | Драгиша Матејић (1879—1948), индустријалац. Поред Драгише у гробници су сахрањени његови рођаци и наследници. |
| 5.         | Породична гробница Стевана Стефановића |
|            | Стеван Стефановић (1885—1956), индустријалац, његова супруга Дора Стефановић, рођена Бикар (1900—1967), њихов син Светозар-Тоза Стефановић (1925—2013), ћерка Емилија-Мила Милојевић (1927—2013), њен супруг Љубиша Милојевић (1921—2002) и њихов син Александар-Саша Милојевић (1948—2013) |
| 6.         | Породична гробница Косте Месаровића |
|            | |
| 7.         | Породична гробница Марка Трифковића |
|            | |
| 8.         | Породична гробница Радослава Агатоновића |
|            | |
| 9.         | Гробница Јанка Вукотића |
|            | |
| 10.        | Гробница Николе Пашића |
|            | |
| 11.        | Породична гробница Миленка Веснића |
|            | |
| 12.        | Породична гробница Митровић |
|            | |
| 13.        | Породична гробница Михаила Марјановића |
|            | |
| 14.        | Породична гробница Јовановић—Стојадиновић |
|            | |
| 15.        | Породична гробница Влајка Коцића |
|            | На породичном споменику (слика лево) су уписана имена политичара Влајка Коцића (1886-1928), његове супруге Зорке (1892—1962), сина Љубомира (1921—1998) и ћерке Десанке (1912—1966) удате за Љубомира Павасовића (1900—1954). На плочи са стране (слика десно) стоје имена генерала Косте Р. Ђорђевића (1885—1959), његове супруге Зорке (1893—1982), поред (наслоњен на породични споменик Влајка Коцића) стоји мањи споменик њихове рано преминуле ћерке Радмиле, а са десне стране Коцићевог споменика споменик друге рано преминуле ћерке Љубице. |
| 16.        | Породична гробница Косте Јовановића |
|            | |
| 17.        | Породична гробница Велислава Вуловића |
|            | Велислав Вуловић (1865—1931), инжењер, председник Београдске општине, министар грађевина и саобраћаја и државни саветник, његова супруга Лепосава Вуловић (1871—1948), син Никола Вуловић(1895—), ћерка Милица Велмар Јанковић (1903—1975) и њена ћерка Светлана Велмар Јанковић (1933—2014) |
| 18.        | Породична гробница Живка Богдановића |
|            | |
| 19.        | Породична гробница Станојла Вукчевића |
|            | |
| 20.        | Породична гробница Васиља Грђића |
|            | |
| 21.        | Гробница Војислава Маринковића |
|            | |
| 22.        | Породична гробница Илић |
|            | Породична гробница Сотира Илића (1873—1935), српског индустријалца и политичара, у којој су сахрањени његова супруга, као и други потомци, међу којима је његов син Влада Илић (1882—1952), индустријалац и политичара, који је био градоначелник Београда. |
| 23.        | Породична гробница Сретена Стојановића |
|            | Сретен Стојановић (1898—1960), академски вајар, ликовни критичар, декан Академије ликовних уметности у Београду и члан Српске академије наука и уметности. Поред Сретена овде је сахрањена његова супруга Јелена, као и њихови потомци. |
| напомена:  | Гробна места у табели су поређана према распореду по коме се налазе, крећући се из правца Управе гробља (од стране главног улаза) ка Алеји великана. |